# Фантастичний роман
Рома́н фантасти́чний (грец. phantastike — здатність уявляти) — роман, сюжет якого ґрунтується на фантастиці, тобто уявний світ якого не відповідає наявному реальному світу або прийнятому, усталеному поняттю можливого.
Художній образ у фантастичному романі виходить за межі мімезису, твориться шляхом моделювання письменником «нового» світу, котрий живе за своїми законами й нормами, чи завдяки створенню автором двох паралельних світів — дійсного та ірреального, фантастичного. Витоки цього жанру — у середньовічному лицарському романі 14-15 ст., котрий, у свою чергу, сягав глибин міфотворчої народнопоетичної свідомості.
Нерідко до фантастики вдаються при створенні реалістичного, філософського, сатиричного та інших романів («Сто літ самотності» Г. Гарсіа Маркеса). Різновидом фантастичного роману є науково-фантастичний.
В українській літературі 20 століття відновив свої традиції фантастичний химерний роман («Самотній вовк» Володимира Дрозда), а також «умовно»-фантастистичний, химерно-гротескний (трилогія Євгена Гуцала «Позичений чоловік», «Приватне життя феномена», «Парад планет»).

## Джерело
- Літературознавчий словник-довідник / Р. Т. Гром'як, Ю. І. Ковалів та ін. — К.: ВЦ «Академія», 1997. — с. 611